# Araneus amblycyphus
Araneus amblycyphus este o specie de păianjeni din genul Araneus, familia Araneidae, descrisă de Simon, 1908.
Este endemică în Western Australia. Conform Catalogue of Life specia Araneus amblycyphus nu are subspecii cunoscute.